# Liste des héritiers du trône de Belgique
Pour les articles homonymes, voir Trône (homonymie).
En Belgique, l'héritier du trône ne porte pas systématiquement le titre de duc de Brabant. Instauré par l'arrêté royal du 16 décembre 1840, celui-ci est réservé initialement au fils aîné du roi, ou à défaut au fils aîné du fils aîné. Puisque la Couronne de Belgique se transmet par primogéniture simple depuis 1991, il est réservé, depuis une réforme par l'arrêté royal du 16 octobre 2001, à l’enfant (fils ou fille) aîné du roi des Belges, ou à son défaut, par l’enfant (fils ou fille) aîné de l’enfant aîné du roi. Cet article recense l’ensemble des héritiers du trône de Belgique depuis 1833 à nos jours.
Parmi ceux-ci, seuls les princes héritiers sont numérotés dans le tableau ci-dessous, pas les héritiers présomptifs.

## Liste des héritiers du trône de Belgique
Lorsque la ligne du tableau prend la couleur rose dragée, cela signifie que l’héritier du trône ne porte pas le titre de duc de Brabant.
| Rang                   | Portrait                        | Héritier | Période                                                         | Monarque    | Maison                                                                       |
| ---------------------- | ------------------------------- | --- | --------------------------------------------------------------- | ----------- | ---------------------------------------------------------------------------- |
| 1                      | Louis-Philippe, prince héritier | Louis-Philippe, prince héritier Né le 24 juillet 1833 à Laeken — Mort le 16 mai 1834 à Laeken                                      | 24 juillet 1833 — 16 mai 1834 (9 mois et 22 jours)              | Léopold Ier | Maison de Saxe-Cobourg et Gotha (fils de Léopold Ier)                        |
| Vacance de la fonction |                                 | |                                                                 | Léopold Ier |                                                                              |
| 2                      | Léopold, duc de Brabant         | Léopold, duc de Brabant Né le 9 avril 1835 à Bruxelles — Mort le 17 décembre 1909 à Laeken Futur roi Léopold II                    | 9 avril 1835 — 10 décembre 1865 (30 ans, 8 mois et 1 jour)      | Léopold Ier | Maison de Saxe-Cobourg et Gotha (fils de Léopold Ier)                        |
| 3                      | Léopold                         | Léopold, duc de Brabant et comte de Hainaut Né le 12 juin 1859 à Laeken — Mort le 22 janvier 1869 à Laeken                         | 17 décembre 1865 — 22 janvier 1869 (3 ans, 1 mois et 5 jours)   | Léopold II  | Maison de Saxe-Cobourg et Gotha (fils de Léopold II)                         |
| —                      | Philippe, comte de Flandre      | Philippe,, comte de Flandre Né le 24 mars 1837 à Laeken — Mort le 17 novembre 1905 à Bruxelles                                     | 22 janvier 1869 — 17 novembre 1905 (36 ans, 9 mois et 26 jours) | Léopold II  | Maison de Saxe-Cobourg et Gotha (fils de Léopold Ier)                        |
| —                      | Albert, prince de Belgique      | Albert Né le 8 avril 1875 à Bruxelles — Mort le 17 février 1934 à Marche-les-Dames Futur roi Albert Ier                            | 17 novembre 1905 — 17 décembre 1909 (4 ans et 1 mois)           | Léopold II  | Maison de Saxe-Cobourg et Gotha (fils de Philippe de Belgique)               |
| 4                      | Léopold, duc de Brabant         | Léopold, duc de Brabant Né le 3 novembre 1901 à Bruxelles — Mort le 25 septembre 1983 à Woluwe-Saint-Lambert Futur roi Léopold III | 23 décembre 1909 — 17 février 1934 (24 ans, 1 mois et 25 jours) | Albert Ier  | Maison de Saxe-Cobourg et Gotha, puis maison de Belgique (fils d’Albert Ier) |
| 5                      | Baudouin, duc de Brabant        | Baudouin, duc de Brabant Né le 7 septembre 1930 à Laeken — Mort le 31 juillet 1993 à Motril Futur roi Baudouin                     | 17 février 1934 — 16 juillet 1951 (17 ans, 4 mois et 29 jours)  | Léopold III | Maison de Belgique (fils de Léopold III)                                     |
| —                      | Albert, prince de Liège         | Albert, prince de Liège Né le 6 juin 1934 à Laeken Futur roi Albert II                                                             | 17 juillet 1951 — 31 juillet 1993 (42 ans et 14 jours)          | Baudouin    | Maison de Belgique (fils de Léopold III)                                     |
| 6                      | Philippe, duc de Brabant        | Philippe, duc de Brabant Né le 15 avril 1960 à Laeken Roi Philippe                                                                 | 9 août 1993 — 21 juillet 2013 (19 ans, 11 mois et 12 jours)     | Albert II   | Maison de Belgique (fils d’Albert II)                                        |
| 7                      | Élisabeth, duchesse de Brabant  | Élisabeth, duchesse de Brabant Née le 25 octobre 2001 à Anderlecht                                                                 | Depuis le 21 juillet 2013 (11 ans, 11 mois et 5 jours)          | Philippe    | Maison de Belgique (fille de Philippe)                                       |